# هيثر كوكس
هيثر كوكس (بالإنجليزية: Heather Cox)‏ (3 يونيو 1970 - ) هي صحفية ومعلقة رياضية ولاعبة كرة طائرة الولايات المتحدة.